# 22079 Кабінофф
22079 Кабінофф (22079 Kabinoff) — астероїд головного поясу, відкритий 8 січня 2000 року.
Тіссеранів параметр щодо Юпітера — 3,409.